# Montonate
Montonate (Montonaa in dialetto varesotto, AFI: [ˌmũtuˈnɑː]) è una frazione del comune italiano di Mornago posta ad est del centro abitato, verso Sumirago.

## Storia
Montonate è un piccolo centro abitato di antica origine, appartenente alla pieve di Somma nel Milanese.
Registrato agli atti del 1751 come un borgo di 271 abitanti, nel 1786 Montonate entrò per un quinquennio a far parte dell'effimera Provincia di Varese, per poi cambiare continuamente i riferimenti amministrativi nel 1791, nel 1798 e nel 1799. Alla proclamazione del Regno d'Italia nel 1805 risultava avere 354 abitanti. In età napoleonica (1809) il comune di Montonate venne soppresso e aggregato a Caidate; solo due anni dopo anche il comune di Caidate venne soppresso, e aggregato ad Albizzate. Tutti i comuni recuperarono l'autonomia nel 1816, in seguito all'istituzione del Regno Lombardo-Veneto.
All'Unità d'Italia (1861) Montonate contava 530 abitanti. Il comune venne soppresso nel 1869 e aggregato al comune di Mornago.
Dal 2012 è famoso per il festival musicale Montonight.